# Giolito y su Combo
Giolito y su Combo es una orquesta tropical chilena fundada en 1968 por Arturo Giolito. En su extensa trayectoria ha incorporado diversos estilos musicales, más allá de los ritmos tradicionalmente asociados a la música tropical.

## Historia
En 1968 el baterista Arturo Giolito, a la sazón integrante de la sonora Ritmo y Juventud, decide formar su propia banda, integrada por los músicos de la orquesta estable de Sábados Gigantes. Durante las décadas de 1980 y 1990 la banda fue un invitado frecuente a los diversos estelares de la televisión chilena, y a diversos festivales a lo largo de Chile.
El 22 de febrero de 2008 se presentó junto a su banda en el XLIX Festival Internacional de la Canción de Viña del Mar. Arturo Giolito, líder y fundador del grupo, falleció el 24 de noviembre del mismo año, producto de un cáncer de estómago. Bruno Giolito, hijo del fundador, asumió el rol de su padre en la banda.

## Discografía

### Álbumes de estudio
- 1968 - ¡Ay cosita linda!
- 1968 - Lo más que hay
- 1972 - Cosecha tropical
- 1973 - Más Giolito
- 1974 - Giolito es la salsa
- 1974 - Menú tropical
- 1975 - OK Giolito
- 1975 - S.S.S.(Su Seguro Servidor)
- 1976 - Gran fiesta tropical
- 1976 - “La escoba” y 12 cumbias a todo ritmo
- 1977 - La fiesta
- 1978 - Que buena está tu hermana
- 1978 - Sigue la fiesta con… Giolito y su Combo
- 1978 - Pa´que todos bailen!
- 1979 - Las dos caras de Giolito. En onda disco y tropical
- 1981 - Su fiesta con… Giolito y su Combo
- 1981 - Súper fiesta
- 1981 - A seguir bailando bailongo… con Giolito y su Combo
- 1982 - Cumbia y fiesta con Giolito y su Combo
- 1983 - Fiesta y sabor
- 1984 - Para bailar sabroso
- 1985 - La máquina del ritmo tropical
- 1986 - Sólo para capos en cumbia
- 1986 - Para amanecer bailando
- 1987 - Estelar
- 1988 - La alegría es… Giolito y su Combo
- 1988 - La gran fiesta de Giolito y su Combo
- 1989 - Agüita de coco
- 1990 - Bamboleo!
- 1991 - A seguir bailando
- 1992 - Nuevos éxitos bailables
- 1993 - En otra onda con Giolito y su Combo
- 2001 - Siempre más
- 2002 - Vivito y coleando
- 2009 - La herencia de la fiesta

### Recopilatorios
- 1974: Absolutamente lo mejor
- 1976: Lo mejor de Giolito
- 1981: A Seguir bailando! – Grandes éxitos de Giolito y su Combo
- 1988: Éxitos de Giolito y su Combo
- 1989: Grandes éxitos de Giolito y su Combo
- 1995: 25 Años de Éxitos
- 2002: Éxitos de Siempre